# Le Pays natal (film, 1930)
Pour plus de détails, voir Fiche technique et Distribution.
Le Pays natal (藤原義江のふるさと, Fujiwara Yoshie no furusato) est un film japonais réalisé par Kenji Mizoguchi, sorti en 1930. C'est l'un des premiers films sonorisés du cinéma japonais.

## Synopsis
Les déboires d'un chanteur célèbre qui finit par retrouver le succès grâce à une femme de chambre.

## Fiche technique
- Titre original : 藤原義江のふるさと (Fujiwara Yoshie no furusato?)
- Titre français : Le Pays natal
- Réalisation : Kenji Mizoguchi
- Scénario : Iwao Mori, Shuichi Hatamoto, Satoshi Kisaragi et Masashi Kobayashi
- Photographie : Tatsuyuki Yokota
- Musique : Toyoaki Tanaka
- Société de production : Nikkatsu[2]
- Pays de production :  Empire du Japon
- Format : noir et blanc — 35 mm — son mono (Phonofilm)
- Genre : drame
- Durée :
  - Version originale : 107 minutes[3] (métrage : dix bobines - 2 933 m[3])
  - Version existante : 86 minutes[4]
- Date de sortie :
  - Empire du Japon : 14 mars 1930[3]

## Distribution

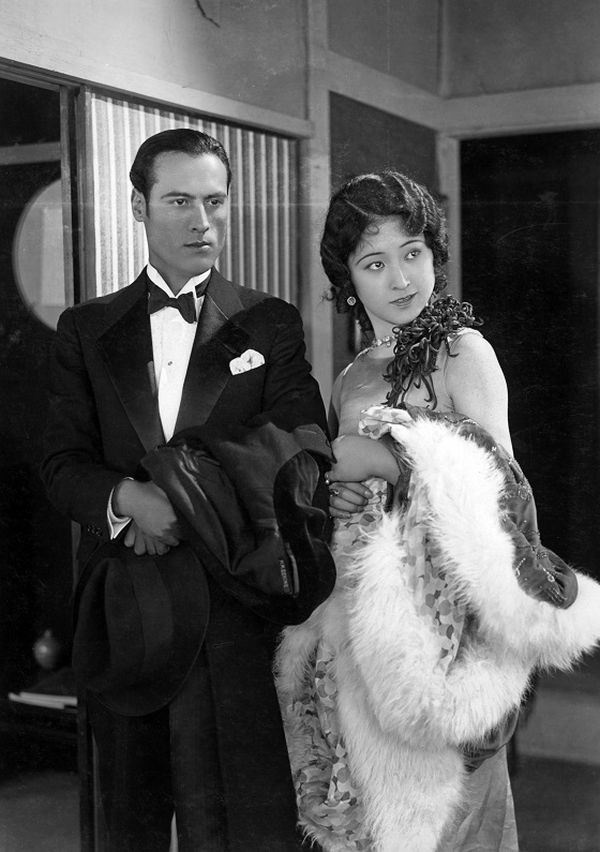
Scène du film avec Yoshie Fujiwara et Fujiko Hamaguchi.

- Yoshie Fujiwara : Yoshio Fujimura
- Shizue Natsukawa : Ayako
- Isamu Kosugi : Higuchi
- Fujiko Hamaguchi (ja) : Natsue Omura
- Heitarō Doi : Hattori
- Hirotoshi Murata : Misao Sato
- Kunio Tamura (ja) : Sankichi
- Takako Irie

## Autour du film
Le Pays natal fait partie des premières tentatives de transition vers le cinéma parlant au Japon, le film utilise le système de son Phonofilm inventé par l'Américain Lee De Forest dont les droits d'exploitation ont été achetés par l'homme d'affaires Hozo Minakawa en 1927 et rebaptisé Mina Talkie. Dans ce film de Kenji Mizoguchi, les chansons du ténor Yoshie Fujiwara sont intégralement enregistrées mais les dialogues, lorsqu'ils se compliquent, sont complétés par des intertitres. Ainsi le premier film entièrement sonore du cinéma japonais est Mon amie et mon épouse de Heinosuke Gosho avec Kinuyo Tanaka, sorti l'année suivante en 1931.